# Glandulocauda caerulea
Glandulocauda caerulea är en fiskart som beskrevs av Menezes och Weitzman 2009. Glandulocauda caerulea ingår i släktet Glandulocauda och familjen Characidae. Inga underarter finns listade i Catalogue of Life.